# 런 보이 런
《런 보이 런》은 2020년에 개봉한 대한민국의 영화이다.

## 캐스팅
- 장동윤 : 도원 역
- 서벽준 : 진수 역
- 한이진 : 한용 역
- 권소현 : 지우 역
- 장명운 : 상일 역
- 김영 : 춘호 역
- 채원빈 : 은하 역
- 주민찬 : 상배 역
- 김윤배 : 영기 역
- 권동호 : 문수 역
- 안민영 : 담임선생님 역
- 신표 : 이준현 역
- 윤현 : 코치 역
- 우태하 : 태식 역
- 박수아 : 연옥 역
- 송재하 : 물리치료사 역

- 각색/감독: 오원재
- 각본: 이진한
- 제작자: 조흥규, 임선균, 이지원
- 프로듀서: 김강산
- 촬영감독: 이태동
- 조명감독: 이승빈
- 미술감독: 김종우
- 의상/분장: 명주아
- 무술감독: 김선간
- 동시녹음: 김현규
- 편집: 이돈민, 오원재
- 음악: 손한묵
- sound supervisor: 이기준
- digital intermediate: 이돈민

- 제작실장: 김효중
- 제작팀: 박상준,이련옥,신표
- 연출부: 정지혜,정희원
- 스크립터: 이수현
- 스토리보드: 황혜라
- 촬영B:이두희
- 촬영팀: 심승보,정진혁
- 촬영B팀: 박계룡
- 촬영지원: 김가빈
- 항공촬영: 김승호,이민재,신혜주,황기원(드론웍스)
- 조명팀: 강경근,임창종,정인혁
- 발전차: 류지환,이승훈
- 미술팀장: 오승현
- 미술팀: 하성영
- 의상팀장: 소은정
- 의상분장팀: 정도희
- 배우헤어: 김정현(아라알레스)
- 무술지도: 황유현
- 무술팀: 임태훈,이광호,박태강,박현선
- 작곡: 손한묵,이가민

- sound supervisor: 이기준
- sound designer: 허유라
- dialouge editor: 이기준
- sound effect: 오한중
- ADR recording: 박여울
- ambience editor: 키노포스트
- foley artist: 이영준
- music operating/editing: 기노포스트,이기준
- rerecording mixer: 이기준
- post production manager: 허유라,조원기

- digital intermediate: 이돈민

## 같이 보기
- 2020년 대한민국의 영화 목록